# 夏日恋神马
2011年8月23日在香港上映的浪漫爱情电影。

## 剧情
该片讲述萧方方、暖暖、小肥三个出门在外旅行的宅男在海滩碰上嫩模，从而展开了宅男追嫩模的浪漫梦幻爱情故事。

## 演員
| 姓名   | 角色   | 备注         |
| ------ | ------ | ------------ |
| 方力申 | 萧方方 |              |
| 敖犬   | 暖暖   |              |
| 徐智勇 | 小肥   |              |
| 江若琳 | 小琳   |              |
| 张馨予 | 小予   |              |
| 刘羽琦 | 琦琦   |              |
| 杨焉   | 卡罗尔 |              |
| 陳嘉寶 | 嘉嘉   | 網友         |
| 陳僖儀 |        | 旅行社老闆娘 |

## 制作
该片在海南省三亚市拍摄取景，被誉为“中国最养眼电影”，其中有中国、日本、巴西在内的12个国家和地区的模特儿加盟参演，让观众有视觉收获。

## 外部連結
- 開眼電影網上《戀夏戀夏戀戀下》的資料（繁體中文）
- 豆瓣电影上《夏日恋神马》的資料 （简体中文）
- 时光网上《夏日恋神马》的資料（简体中文）
- AllMovie上《戀夏戀夏戀戀下》的资料（英文）
- 爛番茄上《戀夏戀夏戀戀下》的資料（英文）
- 香港影庫上《戀夏戀夏戀戀下》的資料（繁體中文）
- 互联网电影数据库（IMDb）上《戀夏戀夏戀戀下》的资料（英文）